# 宋金祚
宋金祚（：／ Song Geum-jo，1923年—2020年7月21日），韩国企业家。釜山太阳公司总裁。本贯恩津宋氏。

## 生平
1923年生于庆尚南道東萊郡鐵馬面，是在家中八个兄弟姐妹中排第五，也是最小的儿子。1941年来到釜山，在一家药品公司做销售员。1974年开办模具注塑工厂“太阳社”，向欧美出口餐具。后又成立“太阳产业”缝制工厂。取得巨大收益。1985年成立太阳学园（敬惠女子中学）。1986年，获韩国总统颁发的产业勋章。2000年，获教育功绩奖章。
2003年10月，允诺为釜山大学捐赠305亿韩币作为发展基金。2004年2月，捐赠1000亿韩元私人财产，设立教育文化财团。2005年设立学术奖，分为人文、社会、工程、艺术等领域。2008年3月，因捐款未用于校区建设等问题，宣布无限期暂停对釜山大学的资助。
2016年出版自传。2020年7月21日下午逝世。